# الدين في سيراليون
الدين في سيراليون تعتبر سيراليون رسميًا دولة علمانية، على الرغم من أن الإسلام والمسيحية هما الديانتان الرئيسيتان المهيمنتان في البلاد. ينص دستور سيراليون على حرية الدين وتحميها حكومة سيراليون بشكل عام. يحظر دستوريًا على حكومة سيراليون تأسيس دين للدولة، على الرغم من أن صلوات المسلمين والمسيحيين تقام عادة في البلاد في بداية المناسبات السياسية الكبرى، بما في ذلك التنصيب الرئاسي.

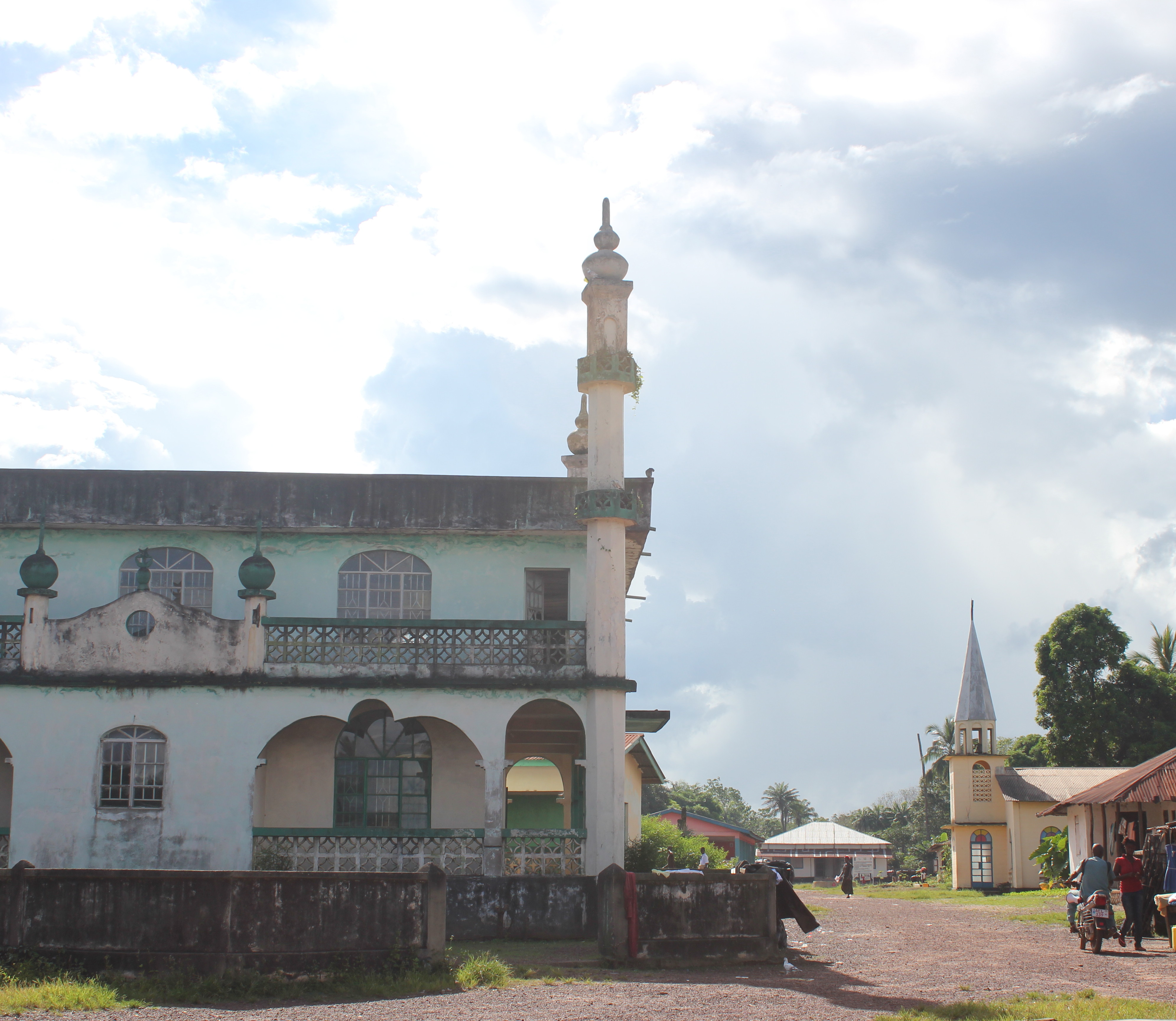
مسجد وكنيسة في سيراليون.

| الدين في سيراليون (2020) | الدين في سيراليون (2020) | الدين في سيراليون (2020) | الدين في سيراليون (2020) | الدين في سيراليون (2020) |
| ------------------------ | ------------------------ | ------------------------ | ------------------------ | ------------------------ |
| الدين                    | الدين                    |                          | النسبة                   | النسبة                   |
| الإسلام                  | الإسلام                  |                          | 78.5%                    | 78.5%                    |
| المسيحية                 | المسيحية                 |                          | 20.4%                    | 20.4%                    |
| غير محدد                 | غير محدد                 |                          | 1.1%                     | 1.1%                     |